# アリソン・ウィリアムズ (女優)
アリソン・ウィリアムズ（Allison Williams, 1988年11月30日 - ）は、アメリカ合衆国の女優、コメディエンヌ、ミュージシャン。

## 生い立ち
コネチカット州で誕生、NBCナイトリーニュースの司会者ブライアン・ウィリアムズとテレビプロデューサーのジェーン・ギラン・ストッダードの娘。ウィリアムズはコネチカット州ニュー・カナーンで育つ。イェール大学に通い、2010年に英語の学位を取得して卒業する。イェール大学在学中、ウィリアムズは、4年間、即興コメディ劇団「Just Add Water」の一員であり、YouTubeのウェブシリーズ「College Musical」にも関わる、そしてセント・エルモに入会した。

## キャリア
2010年、ウィリアムズは、テレビシリーズ『マッドメン』の主題歌であるミュージシャンRJD2の「A Beautiful Mine」と「Nature Boy」のマッシュアップを行なう。そのパフォーマンスを披露したYouTubeのビデオはインターネット上で広く賞賛を受け、HBOのテレビシリーズ『GIRLS/ガールズ』においてウィリアムズに役を与えたいとジャド・アパトーに確信させた。彼女は直後に配役されると、オーディションで合格したのは「Just Add Water」での経験に帰すると信じていた。テレビシリーズ『GIRLS/ガールズ』は2012年4月15日に初放映される。ウィリアムズはスケッチ・コメディー「Funny or Die」のシリーズを書き、彼女が新婚ケイト・ミドルトン役を、イギリスのモデル・俳優オリヴァー・ジャクソン＝コーエンはウィリアム王子役としてそれぞれ出演した。ウィリアムズは『The League』シーズン3のエピソード「The Guest Bong」でダニエル役として出演。CollegeHumorのシリーズ『Jake and Amir』で定期的にキャラクターのシェリルとして登場している。

### 私生活
2015年9月、CollegeHumorの共同創設者リッキー・ヴァン・ヴィーンと結婚、トム・ハンクスが式の司会を務めた。2019年10月、ヴァン・ヴィーンとの別居を発表した。
『元カレとツイラクだけは絶対に避けたい件』で共演したアレクサンダー・ドレイマンと交際。2021年後半に男児を出産した。

## 出演作品

### 映画
| 年   | 題名                                                | 役名                     | 備考                        |
| ---- | --------------------------------------------------- | ------------------------ | --------------------------- |
| 2017 | ゲット・アウト Get Out                              | ローズ・アーミテージ     |                             |
| 2018 | パーフェクション The Perfection                     | シャーロット・ウィルモア | Netflixオリジナル映画       |
| 2021 | 元カレとツイラクだけは絶対に避けたい件 Horizon Line | サラ                     |                             |
| 2023 | M3GAN ミーガン M3GAN                                | ジェマ                   | 兼製作総指揮                |
| 2025 | M3GAN/ミーガン 2.0 M3GAN 2.0                        | ジェマ                   | 兼製作 ポストプロダクション |
| 2025 | Regretting You                                      | Morgan                   | 撮影中                      |

### テレビドラマ
| 年        | 題名                                                                      | 役名                 | 備考                                |
| --------- | ------------------------------------------------------------------------- | -------------------- | ----------------------------------- |
| 2004      | Our Generation                                                            | Deborah              | 計2話出演                           |
| 2011      | Will & Kate: Before Happily Ever After                                    | Kate                 | ウェブシリーズ                      |
| 2011      | The League                                                                | Danielle             | 計1話出演                           |
| 2012-2017 | GIRLS/ガールズ Girls                                                      | マーニー・マイケルズ | メインキャスト                      |
| 2013      | The Mindy Project                                                         | Jillian              | 計3話出演                           |
| 2018      | パトリック・メルローズ Patrick Melrose                                    | マリアンヌ           | 第1話「バッド・ニュース」           |
| 2018-2019 | レモニー・スニケットの世にも不幸なできごと A Series of Unfortunate Events | キット・スニケット   | Netflixオリジナルシリーズ 計8話出演 |
| TBA       | Fellow Travelers                                                          | ルーシー・スミス     | ミニシリーズ                        |